# Bezengská stěna
Bezengská stěna, též Stěna Bezengi (rusky Безенгийская стена, Bezengijskaja stěna; gruzínsky ბეზენგის კედელი, Bezengis kedeli), gruzínsky též Pitsrula, je nejvyšší částí hlavního kavkazského hřebene. Nese název podle horské oblasti Bezengi v Kabardsko-balkarské republice, která je součástí Ruska.
Jedná se o 12 až 17 km (údaje se různí) dlouhou část masívu hlavního hřebene Velkého Kavkazu. Severní svah stěny se nachází na území ruské Kabardsko-balkarské republiky a vytváří strmou stěnu až do nadmořské výšky přibližně 3000 m k ledovci Bezengi. Jižní svah je na území Gruzie (kraj Samegrelo-Horní Svanetie) a vytváří složitý reliéf, místy se skalními stěnami a ledovcovou náhorní rovinu.

## Geologie a geomorfologie
Masiv je tvořen zejména proterozoickými až spodně paleozoickými horninami, zejména plagiogranity, plagiorulami, křemennými diority a krystalickými břidlicemi. Na jihu vystupují v úzkém pásu podél vyvřelých hornin různé spodně jurské břidlice, pískovce, slepence a křemence. Reliéf je utvářen činností současných i pleistocenních ledovců, intenzivním fyzikálním zvětráváním a fluviální erozí. Sněžná čára je ve výškách 3200 – 3500 m a postoupila vzhůru asi o 150 – 200 metrů během 19. a 20. století.

## Geografie
Masív bezengské stěny je ohraničen:
- Na západoseverozápadě průsmykem Caneri (3887 m n. m.) na úbočí hory Lalver
- Na východoseverovýchodě průsmykem Dychnauš (3836 m n. m.) na úbočí hory Šchara[1]

Bezengskou stěnu přibližně tvoří následující vrcholy (od severozápadu k jihovýchodu):
- Lalver (4 350 m)[1]
- Pik Jesenina, též Bezejmenná 4310 (4 310 m), nazvaný podle S. A. Jesenina
- Gistola (vrcholy 4 310 m a 4 960 m)[1]
- Katyn-Tau (4 970 m)[1]
- Pik 4859 (4 859 m)
- Džangi-Tau (západní vrchol 5 058 m,[1] hlavní vrchol 5 059 m, východní vrchol 5 038 m)
- Pik Šota Rustaveli (4 860 m)[1]
- Šchara (západní vrchol 5 068 m,[1] hlavní vrchol 5 201 m)

Výčet je sestaven podle horolezeckých průvodců, databází horolezeckých cest a popisů horolezeckých výstupů, takže neodpovídá starým sovětským mapám generálního štábu, které uvádí z velké části odlišnou lokalizaci jednotlivých vrcholů.

## Alpinismus
Bezengská stěna je oblíbeným místem alpinistů. Pod severní stěnou je vybudovaná horolezecká základna zvaná „tábor Bezengi“.

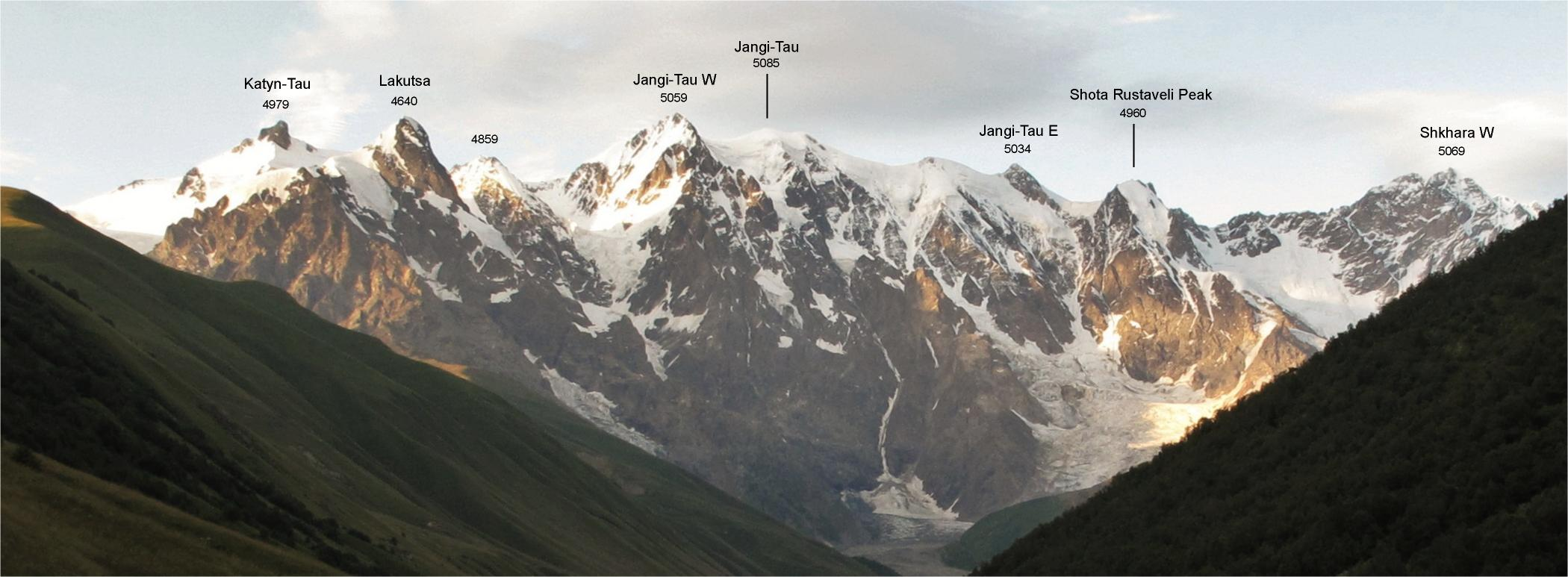
Jižní pohled na část masívu Bezengské stěny mezi Katyn-Tau a Šcharou